# كلية ماريفيل
كلية ماريفيل هي كلية أمريكية خاصة للفنون الحرة في ماريفيل بولاية تينيسي. تأسست عام 1819، على يد وزير المشيخية إسحاق ل. أندرسون بهدف تعزيز التعليم والتنوير في الغرب. تعد الكلية واحدة من أقدم خمسين كلية في الولايات المتحدة وأقدم ثاني عشر منشأة في جنوبها. ترتبط كلية ماريفيل بالكنيسة المشيخية، ويلتحق بها حوالي 1100 طالب.

## الدراسة الأكاديمية
بصفتها مدرسة فنون ليبرالية حرة، تدعم الكلية التعليم الشامل، ولتحقيق ذلك تقدم العديد من دورات التعليم في عدد من المجالات، مساهمة بذلك في أن يصبح الطالب المتخرج على دراية بالكثير من المجالات. كلية ماريفيل هي واحدة من الكليات القليلة في البلاد التي تتطلب من الطلاب الخريجين إكمال اختبار شامل في تخصصهم وإجراء أطروحة عليا واسعة النطاق.

## الحرم الجامعي

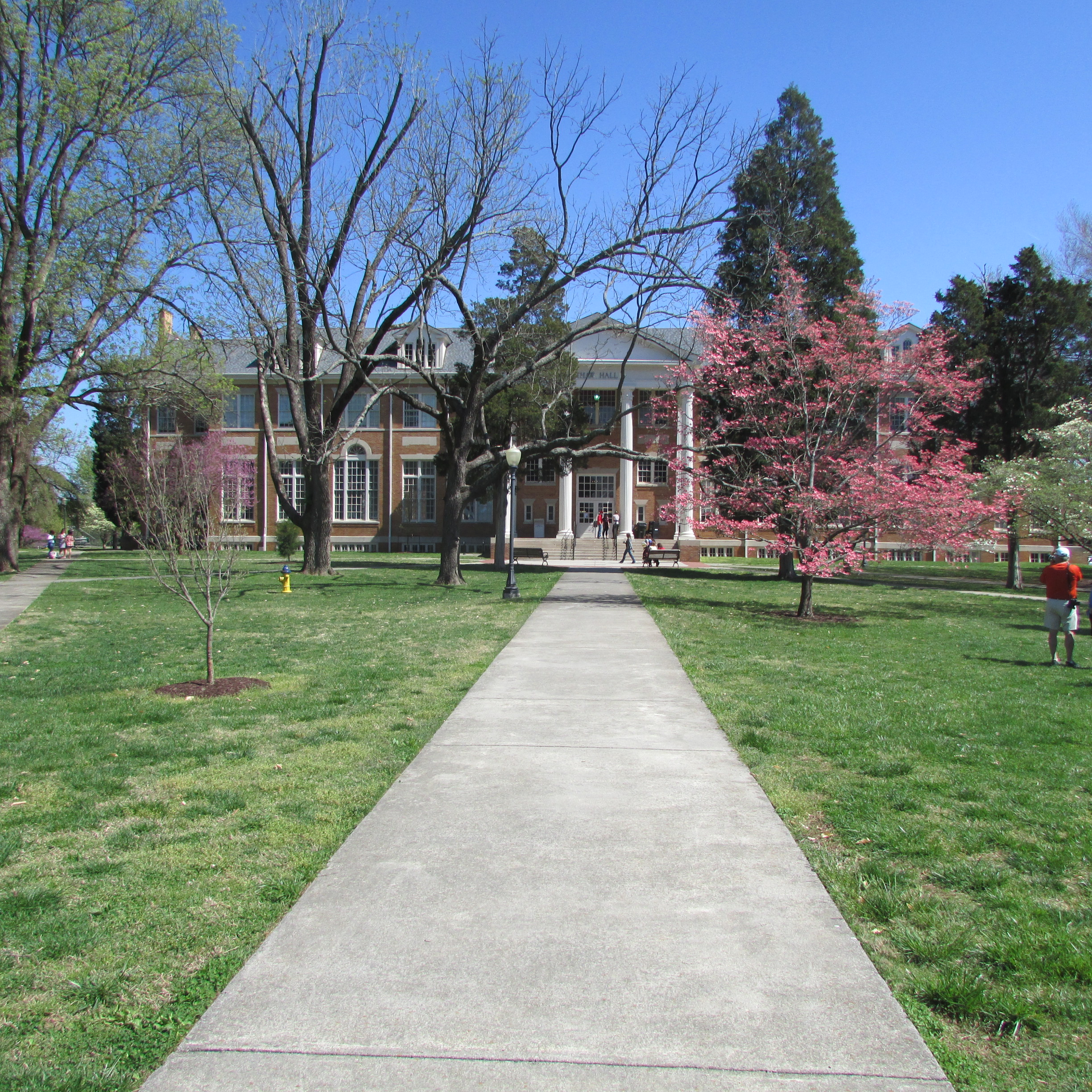
مبنى Thaw, مقر المكتبة وتخصصات العلوم الاجتماعية

تقع كلية ماريفيل في مدينة ماريفيل في مقاطعة بلونت - تينيسي. وتأسس حرمها الجامعي الحالي عام 1869 على مساحة 60 فدان، وكان آنذاك في ضواحي المدينة. أنشئت على مدار خمسة عقود بعد تأسيس الحرم الجامعي العديد من المباني، بمساعدة مالية من المؤسسات الكبرى والخيرية.  تشتمل المباني التاريخية للكلية على حي كلية ماريفيل التاريخي، الذي تم إدراجه في السجل الوطني الأمريكي للأماكن التاريخية في عام 1982. كما أدرج مبنى أندرسون أقدم مبنى في الكلية بشكل منفصل في السجل.

## وصلات خارجية
- الموقع الرسمي
- كلية ماريفيل الرسمية لألعاب القوى
- "Maryville College" . Collier's New Encyclopedia. 1921. {{استشهاد بموسوعة}}: يحتوي الاستشهاد على وسيط غير معروف وفارغs: |HIDE_PARAMETER4=، |HIDE_PARAMETER2=، |HIDE_PARAMETER8=، |HIDE_PARAMETER5=، |HIDE_PARAMETER7=، |HIDE_PARAMETER10=، |HIDE_PARAMETER6=، |HIDE_PARAMETER9=، |HIDE_PARAMETER1=، و|HIDE_PARAMETER3= (مساعدة)